# St. Michael (Harlingen)

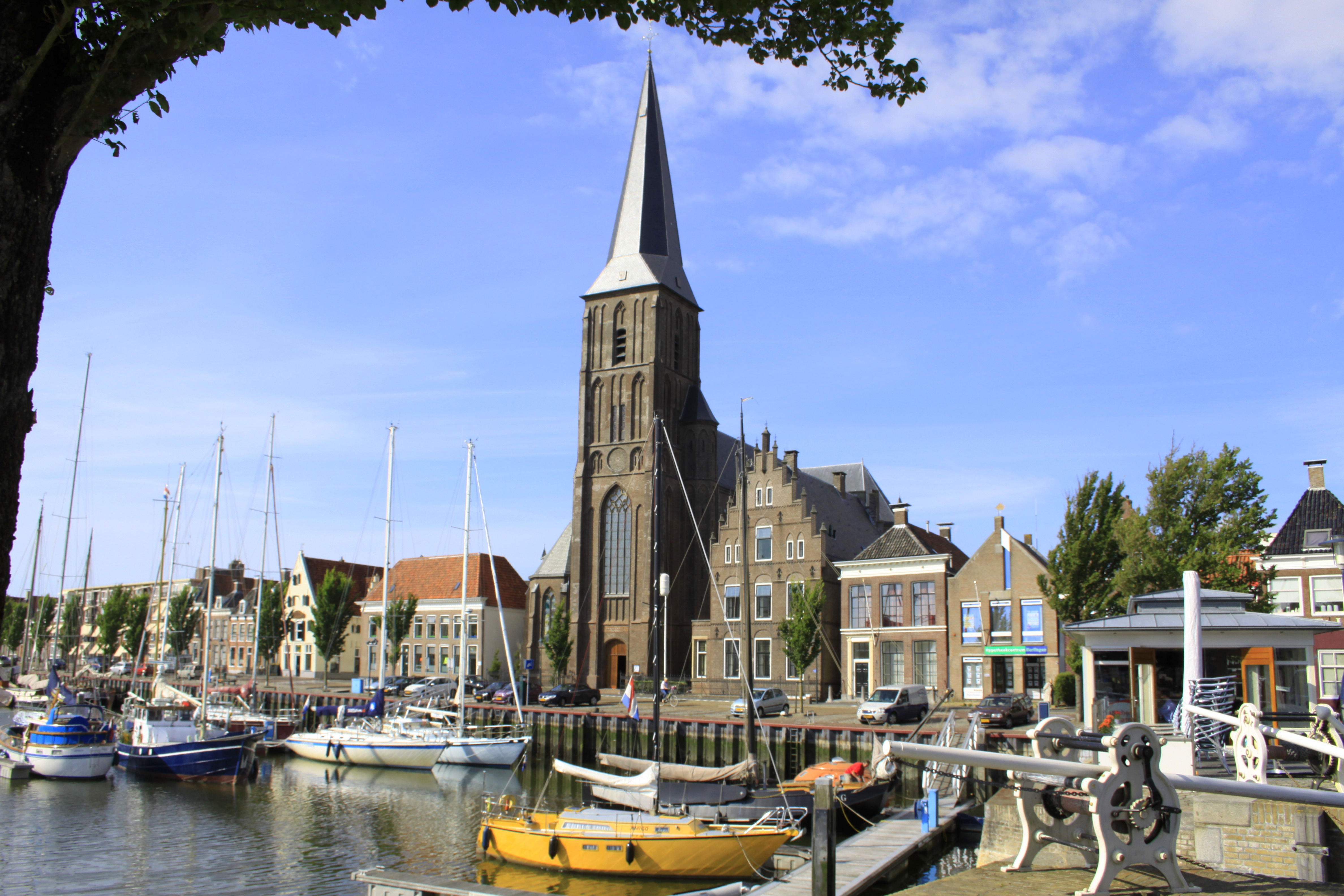
St. Michael am Zuiderhaven

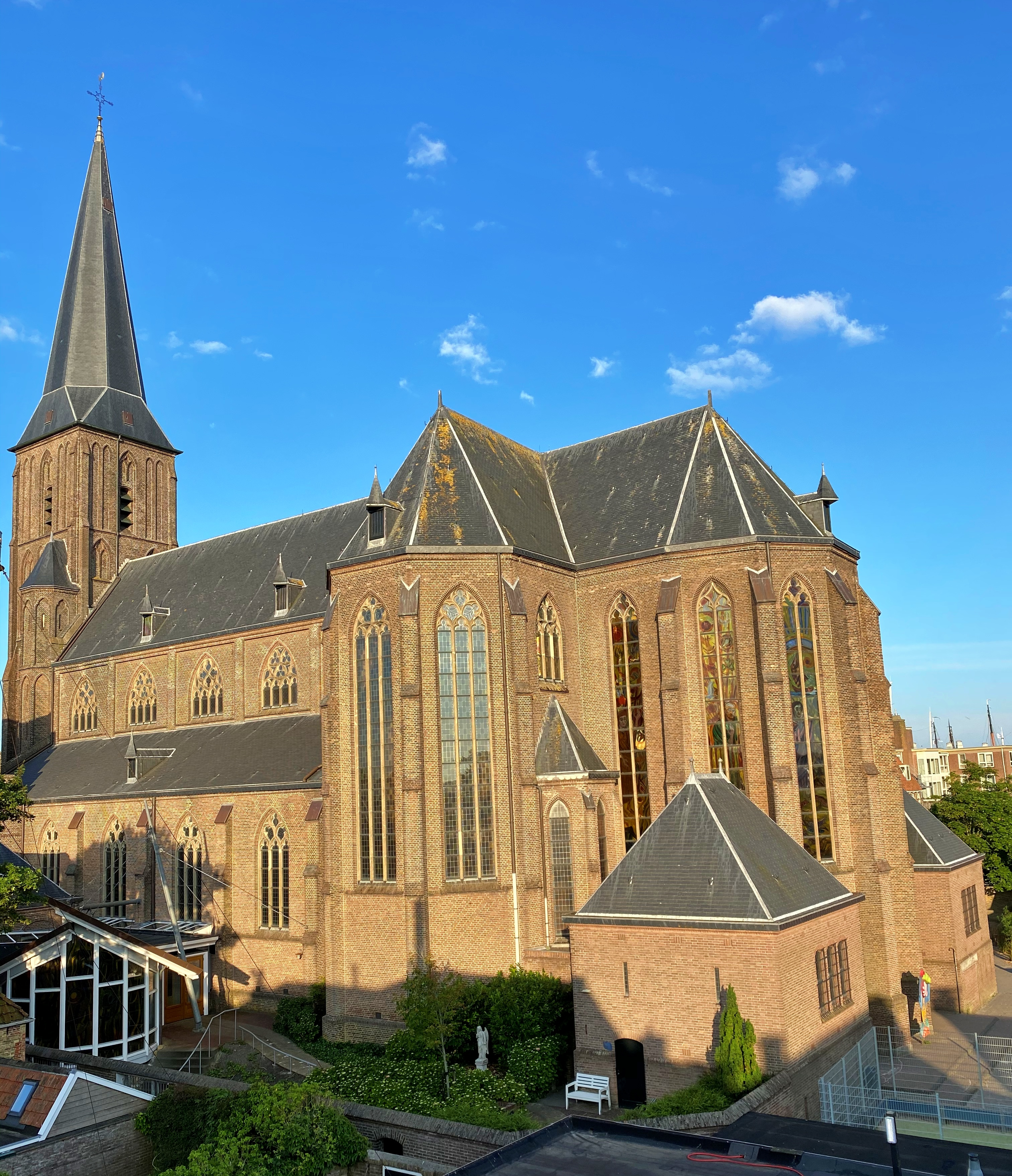
Ostansicht

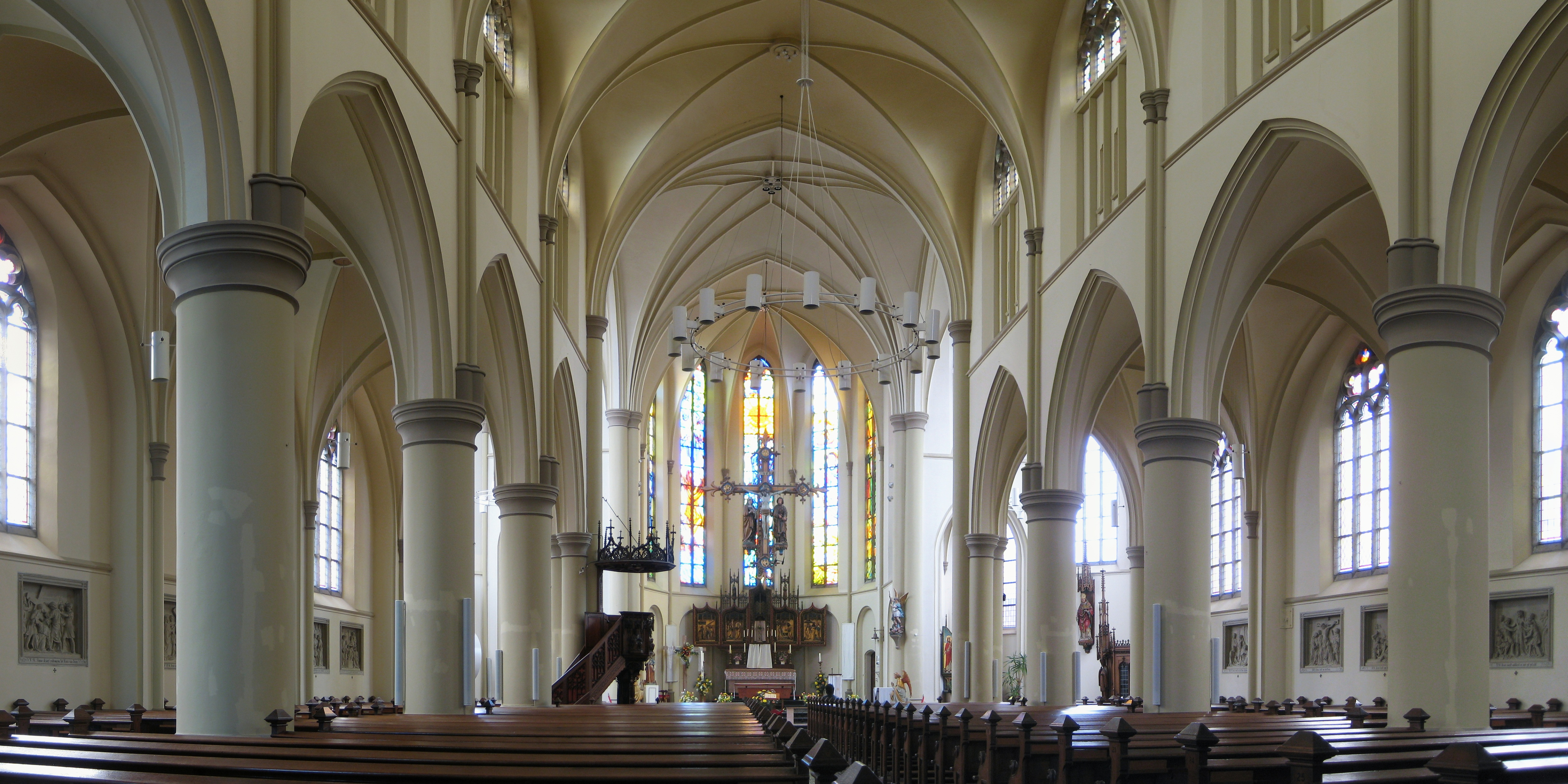
Innenraum

St. Michael (ndl. Sint-Michaëlkerk) ist die römisch-katholische Kirche in Harlingen in der niederländischen Provinz Friesland. Die neugotische Backstein-Basilika wurde von Alfred Tepe entworfen und 1881 fertiggestellt. Die originale Ausstattung ist weitgehend erhalten.

## Geschichte
Ende des 18. Jahrhunderts bildete sich im seit der Reformation protestantischen Harlingen wieder eine katholische Gemeinde. Die Gottesdienste wurden in einer von außen nicht erkennbaren Kapelle am Zuiderhaven gefeiert. Nachdem die Gemeinde gewachsen und die Finanzierung möglich geworden war, begann 1879 der Bau der repräsentativen und ortsbildprägenden Kirche mit Nebengebäuden auf demselben Grundstück. Das Erzengel-Michael-Patrozinium wurde von der Grote Kerk übernommen, die es seit der Reformation nicht mehr führt. Die Kirchweihe erfolgte am 31. Mai 1881.
Im Zweiten Weltkrieg wurde die Kirche so schwer beschädigt, dass nach 1945 der Abriss erwogen wurde. Die Entscheidung fiel jedoch zugunsten der Wiederherstellung, die sieben Jahre dauerte.
2013 schloss sich die Michaelspfarrei mit den katholischen Gemeinden von Dronryp, Franeker, Sint Annaparochie, Terschelling und Vlieland zur neuen Pfarrei St. Jakobus der Ältere zusammen. Der Sitz der Pfarrei ist in Harlingen.

## Bau und Ausstattung
Alfred Tepe war in seinem Architekturschaffen von Pierre Cuypers beeinflusst. Die Harlinger Kirche entwarf er als dreischiffige, kreuzförmige Basilika mit polygonalem Chorschluss und dreiseitig geschlossenen Querhausarmen. Über dem Hauptportal erhebt sich der hohe quadratische Glockenturm mit Spitzhelm. Im Inneren tragen Mittel- und Seitenschiffe Kreuzgratgewölbe. Das Langhaus besteht aus fünf Jochen.
Die bauzeitliche Ausstattung schuf Friedrich Wilhelm Mengelberg. Sie umfasst u. a. einen figurenreichen Flügelaltar sowie zwei kleinere Seitenaltäre, ein Triumphkreuz, eine Kanzel mit Relief- und Dekorationsschnitzereien, einen Kreuzweg aus Sandsteinreliefs und zahlreiche Heiligenstatuen. Die modernen Buntglasfenster des Altarraums und der Taufkapelle stammen von Jan Murk de Vries (1919–2015).
Die jetzige Orgel wurde 1902 von der Firma Adema aus Leeuwarden gebaut und 1949 renoviert. Sie hat 21 Register auf zwei Manualen und Pedal.